# Lord Fly
Lord Fly, właśc. Rupert Linly Lyon (ur. 1905 w Lucei, zm. 28 czerwca 1967 w Kingston) – jamajski saksofonista i wokalista, wykonawca "miejskiej" odmiany muzyki mento; zagrał i zaśpiewał na pierwszym w historii jamajskiego przemysłu muzycznego wydanym na płycie winylowej nagraniu (strona A: "Medley of Jamaican Mento-Calypsos", strona B: "Whai, Whai, Whai").

## Życiorys
Urodził się i dorastał w Lucei, stolicy regionu Hanover, w rodzinie o głębokich muzycznych tradycjach - jego ojciec był znanym na wyspie skrzypkiem. Zanim został profesjonalnym saksofonistą, w młodości grał na skrzypcach i organach. Po ukończeniu szkoły, w wieku 21 lat przeprowadził się do stolicy kraju, Kingston, gdzie początkowo podjął pracę jako kierowca taksówki. Za zarobione w ten sposób pieniądze kupił swój pierwszy saksofon. Wkrótce potem najął się do orkiestry akompaniującej niemym filmom wyświetlanym w największym wówczas na wyspie plenerowym kinoteatrze Palace Theatre. W roku 1928 wyjechał do Nowego Jorku, gdzie przez pięć lat występował z różnymi grupami wodewilowymi grającymi w hotelach i nocnych klubach. Kolejne dwa lata spędził na Kubie, występując z bandem przygrywającym tancerzom rumby. Po powrocie na Jamajkę w roku 1935, kontynuował karierę saksofonisty w kilku różnych formacjach. W roku 1943 dołączył do orkiestry Hugh Coxe'a, działającej w ramach USO, organizacji non-profit dbającej o morale w armii poprzez zapewnianie żołnierzom rozrywki i rekreacji. To właśnie dla stacjonujących na Jamajce podczas II wojny światowej amerykańskich żołnierzy zaczął po raz pierwszy śpiewać uwielbiane przez nich piosenki mento i calypso.
Po zakończeniu wojny Coxe znalazł dla swojej orkiestry miejsce w nowo otwartym klubie Colony Club. Wkrótce, będąc bardzo zajętym innymi projektami, przekazał prowadzenie zespołu Lyonowi. Jako lider, wokalista i saksofonista grupy, Lyon spędził cztery kolejne lata; wtedy również zyskał swój muzyczny pseudonim, nadany mu przez właściciela klubu, Dudleya MacMillana. Pod koniec roku 1949 nawiązał z kolei współpracę z orkiestrą Dana Williamsa (dziadka znanej modelki i aktorki Grace Jones), z którą występował w klubie Wickie Wackie. Tymczasem w grudniu 1951 roku Stanley Motta, przedsiębiorca zajmujący się handlem częściami elektronicznymi, otworzył pierwsze na Jamajce studio nagraniowe - Motta’s Recording Studio. Zaszczyt zarejestrowania i wydania pierwszych w historii jamajskiego przemysłu muzycznego nagrań przypadł wówczas właśnie Lyonowi przy akompaniamencie orkiestry Williamsa.
Wspierany również przez piszącego dla niego teksty piosenek brata Geralda, Lord Fly wydał w latach 50. nakładem MRS kilka singli na winylach 10" (78 RPM). Część z nich na początku lat 60. nagrał na nowo przy współudziale orkiestry Mapletofta Poullego, znanego na wyspie prawnika i pianisty (oprócz Poullego w skład tej formacji wchodzili również: Keith Stoddart - gitara, Herbert Nelson - gitara basowa, Peter Hudson - perkusja, Donald Jarrett - bębny, Sonny Bethelmy - bongosy, Lloyd Mason - flet, Bertram King - klarnet oraz Sagwa Bennett i Freddie Galbraith - obaj marakasy). Nagrania te zostały wydane przez jamajską wytwórnię West Indies Records w postaci płyty długogrającej pt. Lord Fly Sings Jamaica Calypso.
Mimo iż od końca lat 50. artysta borykał się z problemami zdrowotnymi, występował aktywnie jeszcze do drugiej połowy lat 60.; zmarł 28 czerwca 1967 roku.

## Dyskografia

### Single
- "Medley of Jamaican Mento-Calypsos" / "Whai, Whai, Whai"
- "Medley of Jamaican Mento-Calypsos" / "Strike, Strike, Strike"
- "Dip And Fall Back" / "Big, Big Sambo Gal; Mattie Rag"
- "Swine Lane Gal; Iron Bar" / "When Mi Look Upon Jame So; Ada; Times So Hard"
- "I Don't Know" / "Gwine Back To Jamaica"
- "Transportation Kingston Style" / "Blu-Lu-Lup"
- "Donkey City" / "Manassa With The Tight Foot Pants"
- "The Little Fly" / "Mabel"

### Płyty długogrające
- Lord Fly Sings Jamaica Mento (LP, West Indies Records)